# Kobo Touch
A Kobo Touch, avagy Kobo Touch eReader egy e-könyv-olvasó eszköz, a Kobo eReader e-könyv olvasó második generációs változata; a kanadai Kobo Inc. cég terméke. Az eszközt az Ideo tervezte, a Kobóval együttműködve.
A típust 2011. május 23-án jelentették meg, az Amerikai Egyesült Államokban júniustól kezdve forgalmazták 129 dolláros áron.
A modell jelentős újítása az igen érzékeny infravörös érintőképernyős interfész, amely a legfinomabb érintésre is reagál. Az eszköz a Neonode zForce érintésérzékelő technológiát alkalmazza.
A vezérlés és lapozás érintéssel és simításokkal történhet. Az olvasó felhasználói felülete többnyelvű: angol, francia, japán, német, holland, olasz és spanyol nyelv választható. A készülék 600 × 800 pixeles, 6 collos képátmérőjű E Ink Pearl képernyővel rendelkezik, amely 16 szürkeárnyalatot jeleníthet meg. A 800 MHz-es processzor látható eredménye a gyors képernyő- és dokumentumkezelés. Az olvasó 802.11n Wi-Fi-n keresztül csatlakozhat elsősorban a Kobo online könyvesboltjához, de böngészővel is rendelkezik. Hangrendszert nem tartalmaz. Számítógéphez az USB csatlakozón keresztül csatlakoztatható, ekkor külső meghajtóként viselkedik; a dokumentumok ilyenkor oda-vissza másolhatók, a „lemez kiadása” művelet után az eszköz szoftvere megkeresi a változásokat és felismeri az új könyveket. A készülék kb. tenyérnyi méretű és 185 grammos súlyával a könnyebbek közé tartozik.
A Kobo webáruházából ingyenes könyvek és előnézetek is elérhetők, főleg angolul. A készülék nem korlátozza az egyéb forrásból származó dokumentumok használatát; azok szabadon feltölthetők és ugyanúgy olvashatók, mint a vásárolt művek.
Franciaországban a Fnac kereskedőcég Kobo by Fnac néven forgalmazza; ezzel az olvasóval váltotta fel 2011 novemberében az általa korábban terjesztett Fnacbook olvasót, ami üzletileg nem volt nagy siker.
2011 novemberében a japán Rakuten vállalat megállapodott a Kobo cég felvásárlásáról, az üzletet 2012-ben véglegesítették. Ezzel együtt a 2.0-s firmware frissítésben megjelent az eszközben a japán nyelv támogatása (a menükben és a dokumentumokban is).

## Megjelenés
A készülék több színben kapható: fekete, fehér, világoskék, lila és ezüst. A keret műanyag, a felülete puha tapintású. A felső és oldalszegély mérete 1 cm-es, az alsó rész 3 cm magas. A kritikák a szegély vékonyságát általában hátrányként említik. A képernyő a kerethez képest süllyesztett, a keret alatt található infraérzékelő csíkok miatt. Emiatt a keret éles fényben árnyékot vet az e-papír felületre. A készülékhez kapható képernyővédő fólia is.
A készüléken egyetlen „home” gomb található az alsó vastagabb rész közepén, ez minden állapotból a főmenübe viszi az olvasót. Ezen kívül csak a bekapcsológomb található az eszköz felső élén jobb oldalon, mellette egy kicsi háromszínű LED-del.
A mikro-SD memóriakártya-foglalat a bal szélen alul található, nincs lefedve. A mikro-USB csatlakozó a készülék alján középen van, funkciója az adatátvitel és a töltés egyben.
A hátoldalon alul középen található egy lyuk, ami alatt a 'hard reset' funkció kapcsolója érhető el.

## Hardver
A Kobo Touch olvasónak három változata jelent meg: az N905, az N905B és az N905C. Az első volt az eredeti Kobo Touch, a második modell hirdetéseket jelenített meg, a harmadik pedig egy alacsony árú modell, amelyet a Kobo Glo megjelenése után kezdtek forgalmazni. Ezekben a változatokban kisebb eltérések vannak a hardverben, emiatt pl. a firmware-verziók is eltérőek, külön jelennek meg a típusokra.
Az előző Kobo modellhez (Kobo Wireless eReader) hasonlóan, a Touch is Kínában készül.

### Technikai jellemzők
- Képernyő: 6 inches képátló, 600 × 800 pixeles nagykontrasztú E Ink Pearl Display, 16 szürkeárnyalat
- Súly: 184g (7,05 uncia)
- Méret: 114 mm × 165 mm × 10 mm (4,5 in. × 6,5 in. × 0,4 in.)
- Processzor: 800 MHz Freescale i.MX508 – (néhány modellbe i.MX507 került, openvg gyorsítás nélkül[18])
- Memória: 2 GiB teljes, kb. 1 GiB a tartalom számára
- Memóriabővítés: Micro-SD, max. 32 GiB
- Kapcsolatok: Wi-Fi (802.11 b/g/n), USB 2.0 micro-USB csatlakozó
- Kezelt dokumentumformátumok
  - alapformátumok: EPUB, PDF, Adobe DRM
  - további formátumok: MOBI formátumot részlegesen olvas, RTF, HTML, TXT szövegfájl
  - Comic Book formátumok: CBR, CBZ
  - képformátumok: JPEG, PNG, BMP, GIF, TIFF
- Kobo Store Library: Kb. 500 000 kereskedelmi és 1 800 000 ingyenes (e-)könyv
- Akkumulátor: 1000 mAh Li-ion,[2] használattól függően akár 1 hónap működés egy feltöltéssel. A töltés a micro-USB csatlakozón keresztül történik.

Forrás: Kobo eReader Touch Specs. (Hozzáférés: 2011. június 29.)
- IC-k:[19]
  - Texas Instruments TPS65185 PMIC az E-Ink Vizplex kijelzőkhöz[20]
  - Freescale MC13892 PMIC (Power Management Integrated Circuit, teljesítménymenedzsment-integrált áramkör) az i.MX51 processzorokhoz[21]
  - Samsung KLM2G1DEHE-B101 moviNAND beágyazott MMC vezérlő és 2 GiB méretű statikus memória (MMC: MultiMediaCard)[22] Csak az eredeti N905 modellben; az N905B és N905C modellekben cserélhető SD kártya szolgál a belső memória céljaira.[23]
  - Samsung K4X2G323PC-8GD8 mobil DRAM (DDR SDRAM):[24] 2 Gbit, azaz 256 MiB alacsony fogyasztású dinamikus RAM

## Szoftver

### Kobo Desktop
A Kobo Desktop egy ingyenes, a kobobooks.com weboldalairól letölthető program, amely a Kobo webáruházához csatlakozik. Mac és Windows változatai léteznek. A szoftverrel böngészhető a webáruház és rajta keresztül vásárolhatók és letölthetők a könyvek.
További funkciói: karbantartja a felhasználó accountját és könyvtárát, szinkronizálja a Kobo olvasókat, kezeli a firmware-frissítéseket és tartalmaz egy könyvolvasót is.
A program jelenlegi verziója: 3.0.1, kb. 2012 júliusában jelent meg. A program tartalmaz nyílt forrású részeket is, amelyek letölthetők a következő weboldalról: https://github.com/kobolabs/Kobo-Reader

### Firmware
A firmware alatt itt a készülékbe „gyárilag” behelyezett alapszoftver értendő. Az eszközben található célszoftver egy Linux-alapú operációs rendszer valamint a járulékos alkalmazások és adatok. A gép tartalmaz egy kitörölhetetlen, beágyazott verziót, amelyre az olvasót bármikor vissza lehet állítani, akár a készülék beállítási menüjéből vagy akár a hard reset funkciót használva. Az alapverzió száma modelltől függően 1.9.5, 1.9.6 vagy 1.9.9, ezeket lehet frissíteni később az aktuális firmware verzióra, legkönnyebben a Kobo Desktop programmal, amely automatikusan felkínálja a firmware-frissítést, amint az rendelkezésre áll és csatlakoztatva van az eszköz. A firmware-frissítés a felhasználó számára nem kötelező (nem úgy mint pl. a Kindle olvasóknál). A jelenlegi (2014 április) legfrissebb firmware verzió a 3.3.0 jelű. A firmware-nek megjelentek területi változatai is, pl. 2014 májusában a 3.3.1-es brazil portugál nyelvű speciális változat.
A firmware tartalmaz nyílt és zárt forrású részeket is.

### Felhasználói szoftver
A készülék főmenüje a gép tetszőleges állapotából elérhető az egyetlen 'home' gomb segítségével, de a belső menükből is rá lehet navigálni. A további funkciók a főmenüből érhetők el: beállítások, könyvtár kezelése, könyvolvasók. A kiegészítő funkciók: böngésző – ez a Wi-Fi kapcsolatot használja, egy szúdoku játék, és egy rajzolóprogram, amellyel ujjheggyel egyszerű rajzokat lehet készíteni és azokat PNG formátumba elmenteni. A 2.3.1. számú firmware-től kezdve elérhető egy sakkprogram is, amelynek a használata a sok hiba miatt eleinte elég kényelmetlen volt, ám a hibák nagy részét fokozatosan javították, és a sakk a 2.4-es utáni firmware változatokban már élvezhető és játszható.
A gép alapértelmezett e-könyv formátuma az EPUB, az olvasók könyvjelző, jegyzetelés, szótárazás funkciói csak ez EPUB formátumú könyveknél érhetők el, más, pl. RTF vagy HTML formátumoknál nem. A szótárazási funkció a beépített értelmező vagy kétnyelvű szótárakat használja.
Az EPUB olvasó szövegformázási lehetőségei: font választás, fontméret, sorköz, margók, igazítás (pl. balra igazított vagy sorkizárt, de ki is kapcsolható). Lehetőség van az oldalszámok megjelenítésére.
Az olvasókban állítható, hogy hány oldal után legyen teljes lapfrissítés, ugyanis a gép egy lapozásnál nem törli és rajzolja újra a teljes oldalt, ami halvány „árnyékokat” vagy „szellemképet” hagy az oldalon. A teljes újrarajzolás viszont egy sötét villanással jár – ennek a gyakoriságát lehet állítani 1 és 6 oldal között.
A PDF-olvasóban tetszőleges nagyítást lehet beállítani, a nézet lehet álló (portrait) vagy fekvő (landscape), az oldalak könnyen mozgathatók és lapozhatók; a PDF dokumentumokat nem tördeli újra, azaz nincs PDF újraformázás (reflow).
Az olvasó alapértelmezésben 7 fontot tartalmaz: Amasis, Avenir, Delima, Felbridge, Georgia, Gill Sans, Rockwell, amelyek közül nem mindegyik tartalmazza az összes magyar v. cseh, szlovák, stb. ékezetes betűt. Ez azonban nem nagy probléma, mert a készülék fontjai egyszerűen bővíthetők, TTF vagy OTF fontokkal; a bővített fontokat pontosan ugyanúgy használja, mint a beépített fontokat, azokra nincs korlátozás. Az olvasóprogramokban választható a dokumentumban szereplő font vagy a telepített fontok közül valamelyik; a betűk mérete változtatható.

### Nyelvek
A menü nyelve állítható, és az alábbi nyelvekből lehet választani:
- angol
- francia
- kanadai francia
- japán (日本語)
- német
- holland
- olasz
- spanyol

## Szótárak
A Kobo Touch eszköz több előre telepített szótárat tartalmaz. Ezek két csoportra oszthatók: egynyelvű értelmező szótárak, és kétnyelvű, kereshető szótárak lehetnek. Az olvasószoftver támogatja a szótárazást: a kétnyelvű szótárakban a szövegben kijelölt szavakra és kifejezésekre is lehet keresni.
Beépített értelmező szótárak:
- angol
- japán (日本語)
- német

Beépített kétnyelvű szótárak:
- angol-francia
- angol-német
- angol-olasz
- angol-spanyol
- francia-angol
- német-angol
- olasz-angol
- spanyol-angol

A Kobo olvasókra egyéb, az anyacégtől és más forrásokból származó szótárak is elérhetőek (telepíthetők).
Szótárakat a felhasználók is készíthetnek; különböző formátumban lévő szótárállományok a Kobo eszközök által elfogadott formátumba konvertálhatók a Penelope szoftverrel.